# BG Göttingen
O BG Göttingen (Basketballgemeinschaft Göttingen;português Associação de Basquetebol de Gotinga) é um clube profissional alemão que atualmente disputa a BBL. Sua sede está na cidade de Gotinga, Baixa Saxônia e sua arena é a Sparkassen Arena com 3.447 lugares.

## Classificação por temporada
| Temporada | Nível | Liga       | Pos. | Classificação    | Copa da Alemanha  | Competições Europeias               |
| --------- | ----- | ---------- | ---- | ---------------- | ----------------- | ----------------------------------- |
| 2000–01   | 2     | 2. BBL     | 6    | –                | –                 | –                                   |
| 2001–02   | 2     | 2. BBL     | 8    | –                | –                 | –                                   |
| 2002–03   | 2     | 2. BBL     | 11   | –                | –                 | –                                   |
| 2003–04   | 2     | 2. BBL     | 7    | –                | –                 | –                                   |
| 2004–05   | 2     | 2. BBL     | 5    | –                | –                 | –                                   |
| 2005–06   | 2     | 2. BBL     | 7    | –                | –                 | –                                   |
| 2006–07   | 2     | 2. BBL     | 1    | Promovido        | –                 | –                                   |
| 2007–08   | 1     | Bundesliga | 14   | –                | –                 | –                                   |
| 2008–09   | 1     | Bundesliga | 5    | Quartas de Final | –                 | –                                   |
| 2009–10   | 1     | Bundesliga | 7    | Quartas de Final | Quarta Posição    | 3 EuroChallenge – Campeão           |
| 2010–11   | 1     | Bundesliga | 7    | Quartas de Final | –                 | 2 Eurocup – Quartas de Finais       |
| 2011–12   | 1     | Bundesliga | 18   | Rebaixado        | –                 | 3 EuroChallenge – Temporada Regular |
| 2012–13   | 2     | ProA       | 5    | Quartas de Final | –                 | –                                   |
| 2013–14   | 2     | ProA       | 1    | PromovidoCampeão | –                 | –                                   |
| 2014–15   | 1     | Bundesliga | 10   | –                | Quartas de Final  | –                                   |
| 2015–16   | 1     | Bundesliga | 16   | –                | –                 | –                                   |
| 2016-17   | 1     | Bundesliga | 11   |                  |                   |                                     |
| 2017-18   | 1     | Bundesliga | 14   |                  |                   |                                     |
| 2018-19   | 1     | Bundesliga | 14   |                  | Quartas de finais |                                     |
| 2019-20   | 1     | Bundesliga | 9    |                  | Quartas de finais |                                     |
| 2020-21   | 1     | Bundesliga | 11   |                  |                   |                                     |
| 2021-22   | 1     | Bundesliga | 10   |                  | Oitavas de finais |                                     |
| 2022-23   | 1     | Bundesliga | 6    | Quartas de Final | Quartas de finais | 4 Copa Europeia FC                  |